# گردنه آئوکوزوره

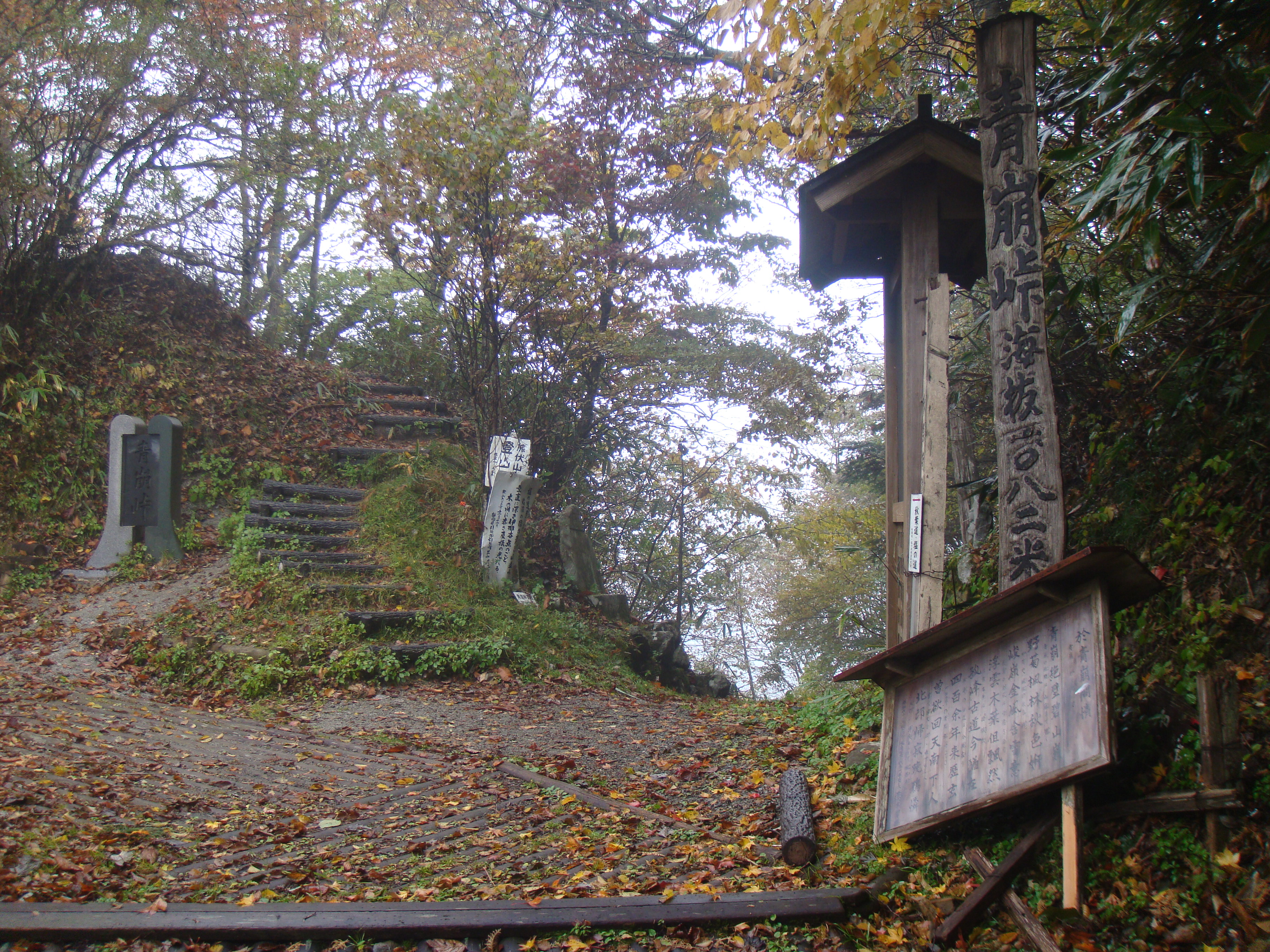
گردنه یا گذرگاه آئوکوزوره.

گردنه آئوکوزوره (به ژاپنی: 青崩峠 あおくずれとうげ)، یک گردنه بین بخش میساکوبو، شیزوئوکا، تنریو-کو، شهر هاماماتسو استان شیزوئوکا (نام قبلی ولایت سوروگا) و شهر ایدا، ناگانو، استان ناگانو در ژاپن است.